# Plaines-Saint-Lange
Plaines-Saint-Lange är en kommun i departementet Aube i regionen Grand Est (tidigare regionen Champagne-Ardenne) i nordöstra Frankrike. Kommunen ligger  i kantonen Mussy-sur-Seine som ligger i arrondissementet Troyes. År 2022 hade Plaines-Saint-Lange 267 invånare.

## Befolkningsutveckling
Antalet invånare i kommunen Plaines-Saint-Lange
Referens: INSEE